# Treron delalandii
Treron delalandii (officiellt svenskt trivialnamn saknas) är en fågel i familjen duvor inom ordningen duvfåglar. Fågeln betraktas oftast som underart till afrikansk grönduva (Treron calvus), men urskiljs sedan 2014 som egen art av Birdlife International, IUCN och Handbook of Birds of the World. Den kategoriseras av IUCN som livskraftig.
Arten delas in i två underarter med följande utbredning:
- T. d. granti –  låglänta östra Tanzania, Zanzibar och Mafiaön
- T. d. delalandii –  utmed kusten från sydöstra Tanzania söderut till Sydafrika (Östra Kapprovinsen